# Michael Chaput
 (juillet 2018).
Pour les articles homonymes, voir Chaput.
Michael Chaput (né le 9 avril 1992 à Montréal au Québec au Canada) est un joueur professionnel canadien de hockey sur glace. Il évolue au poste de centre.

## Biographie
Michael Chaput a joué quatre saisons en tant que junior dans la Ligue de hockey junior majeur du Québec avec les Maineiacs de Lewiston puis les Cataractes de Shawinigan. Au terme de sa deuxième saison, avec les Maineiacs, il est choisi par les Flyers de Philadelphie au 89e rang lors de la troisième ronde du repêchage d'entrée dans la LNH 2010. Jouant toujours pour les Maineiacs, ses droits sont échangés le 28 février 2011 aux Blue Jackets de Columbus avec Greg Moore contre Tommy Sestito. Lors de sa dernière saison junior, en 2011-2012, il joue le tournoi de la Coupe Memorial 2012 avec les Cataractes de Shawinigan. L'équipe remporte le tournoi et Chaput est élu meilleur joueur en remportant le trophée Stafford Smythe. Il joue sa première saison professionnelle en 2012-2013 avec les Falcons de Springfield, club-école des Blue Jackets dans la Ligue américaine de hockey. En 2015, il signe un contrat d'un an à deux volets avec les Blue Jackets. Il remporte la Coupe Calder 2016 avec les Monsters du lac Érié.
Le 24 juin 2018, il est échangé aux Blackhawks de Chicago en retour de l'attaquant Tanner Kero.
Le 1er juillet 2018, il signe un contrat de 2 ans à titre de joueur autonome avec les Canadiens de Montréal.
Le 25 février 2019, il est échangé aux Coyotes de l'Arizona en retour de Jordan Weal .

## Statistiques
| Saison     | Équipe                            | Ligue       |     | Saison régulière | Saison régulière | Saison régulière | Saison régulière | Saison régulière |   | Séries éliminatoires | Séries éliminatoires | Séries éliminatoires | Séries éliminatoires | Séries éliminatoires |
| Saison     | Équipe                            | Ligue       | PJ  | B                | A                | Pts              | Pun              | PJ               | B | A                    | Pts                  | Pun                  |                      |                      |
| 2008-2009  | Maineiacs de Lewiston             | LHJMQ       | 29  | 3                | 7                | 10               | 34               | -                | - | -                    | -                    | -                    |                      |                      |
| 2009-2010  | Maineiacs de Lewiston             | LHJMQ       | 68  | 28               | 27               | 55               | 60               | 4                | 0 | 1                    | 1                    | 2                    |                      |                      |
| 2010-2011  | Maineiacs de Lewiston             | LHJMQ       | 62  | 25               | 34               | 59               | 97               | 13               | 7 | 13                   | 20                   | 11                   |                      |                      |
| 2011-2012  | Cataractes de Shawinigan          | LHJMQ       | 57  | 21               | 42               | 63               | 47               | 11               | 4 | 8                    | 12                   | 2                    |                      |                      |
| 2012       | Cataractes de Shawinigan          | C. Memorial | -   | -                | -                | -                | -                | 6                | 5 | 7                    | 12                   | 4                    |                      |                      |
| 2012-2013  | Falcons de Springfield            | LAH         | 73  | 13               | 19               | 32               | 57               | 8                | 1 | 1                    | 2                    | 4                    |                      |                      |
| 2013-2014  | Blue Jackets de Columbus          | LNH         | 17  | 0                | 1                | 1                | 2                | -                | - | -                    | -                    | -                    |                      |                      |
| 2013-2014  | Falcons de Springfield            | LAH         | 55  | 19               | 26               | 45               | 51               | 5                | 2 | 1                    | 3                    | 6                    |                      |                      |
| 2014-2015  | Blue Jackets de Columbus          | LNH         | 33  | 1                | 4                | 5                | 21               | -                | - | -                    | -                    | -                    |                      |                      |
| 2014-2015  | Falcons de Springfield            | LAH         | 45  | 10               | 11               | 21               | 22               | -                | - | -                    | -                    | -                    |                      |                      |
| 2015-2016  | Monsters du lac Érié              | LAH         | 63  | 16               | 29               | 45               | 31               | 17               | 2 | 6                    | 8                    | 13                   |                      |                      |
| 2015-2016  | Blue Jackets de Columbus          | LNH         | 8   | 1                | 1                | 2                | 5                | -                | - | -                    | -                    | -                    |                      |                      |
| 2016-2017  | Comets d'Utica                    | LAH         | 10  | 2                | 11               | 13               | 10               | -                | - | -                    | -                    | -                    |                      |                      |
| 2016-2017  | Canucks de Vancouver              | LNH         | 68  | 4                | 5                | 9                | 29               | -                | - | -                    | -                    | -                    |                      |                      |
| 2017-2018  | Comets d'Utica                    | LAH         | 55  | 17               | 25               | 42               | 59               | 5                | 2 | 1                    | 3                    | 4                    |                      |                      |
| 2017-2018  | Canucks de Vancouver              | LNH         | 9   | 0                | 0                | 0                | 5                | -                | - | -                    | -                    | -                    |                      |                      |
| 2018-2019  | Rocket de Laval                   | LAH         | 24  | 10               | 6                | 16               | 18               | -                | - | -                    | -                    | -                    |                      |                      |
| 2018-2019  | Canadiens de Montréal             | LNH         | 32  | 0                | 5                | 5                | 14               | -                | - | -                    | -                    | -                    |                      |                      |
| 2018-2019  | Roadrunners de Tucson             | LAH         | 16  | 6                | 10               | 16               | 16               | -                | - | -                    | -                    | -                    |                      |                      |
| 2019-2020  | Roadrunners de Tucson             | LAH         | 47  | 16               | 13               | 29               | 22               | -                | - | -                    | -                    | -                    |                      |                      |
| 2019-2020  | Coyotes de l'Arizona              | LNH         | 2   | 0                | 0                | 0                | 2                | -                | - | -                    | -                    | -                    |                      |                      |
| 2020-2021  | Coyotes de l'Arizona              | LNH         | 13  | 0                | 0                | 0                | 10               | -                | - | -                    | -                    | -                    |                      |                      |
| 2021-2022  | Penguins de Wilkes-Barre/Scranton | LAH         | 57  | 12               | 21               | 33               | 34               | -                | - | -                    | -                    | -                    |                      |                      |
| 2022-2023  | Barys                             | KHL         | 10  | 3                | 0                | 3                | 8                | -                | - | -                    | -                    | -                    |                      |                      |
| Totaux LNH | Totaux LNH                        | Totaux LNH  | 182 | 6                | 16               | 22               | 88               | -                | - | -                    | -                    | -                    |                      |                      |

## Trophées et honneurs personnels
- 2012-2013 :
  - Coupe Memorial avec les Cataractes de Shawinigan ;
  - trophée Stafford Smythe.
- 2015-2016 :
  - Coupe Calder avec les Monsters du lac Érié.